# Бой при Кочани
Боят при Кочани е битка между български и османски войски по време на Балканската война. Състои се на 11 октомври 1912 г. между части от българската Седма пехотна рилска дивизия и турската 16-а пехотна низамска дивизия.

## Разположение на силите
В началото на войната Рилската дивизия е в състава на Втора съюзна армия, подчинена на сръбския генерал Степа Степанович. По негово нареждане (от 9 октомври) българите трябва да съсредоточат основните си сили за пробив на османските отбранителни линии в поречието на Брегалница и овладяване на Кочани. Заповедта е в съответствие с плана на сръбското главно командване за разгром на османската Вардарска армия в района между Куманово и Щип. При настъплението си от Враня, на 10 октомври 1-ва сръбска армия се сблъсква с османската армия при Куманово. На същия ден българският 26-и пернишки полк се спуска от връх Повиен към Кочани и завзема част от височините североизточно от градчето (върховете Пресека и Црънковец). Придошлите турски резерви (три табура) контраатакуват неколкократно през нощта и на следващата сутрин, но са отблъснати.

## Ход на военните действия
На 11 октомври, втория ден от Кумановската битка между 1-ва сръбска и османската Вардарска армия, Втора съюзна армия напада по линията Кратово – Кочани. Атаката на сръбската Тимошка дивизия I призив е отблъсната от османската 15-а низамска дивизия на рида Караташ, югозападно от Кратово. Атаката на българите срещу Кочани е успешна. Докато част от османските войски са ангажирани в боевете около Пресека, полковник Спас Чилингиров (командващ десния фланг на Рилската дивизия) изпраща 13-и рилски полк срещу четири османски табура, окопали се по хълмовете около Оризари, на десния бряг на Брегалница. Под прикритието на утринната мъгла българите успяват да се доближат незабелязани, но османците се окопитват от първоначалната си изненада и оказват отпор. Решително влияние върху хода на битката оказва превъзходството на българската артилерия (28 оръдия) над османската. Пристигналите от Щип османски подкрепления (три табура) се опитват да продължат съпротивата, но също са принудени да отстъпят и в късния следобед 13-и полк влиза в Кочани. Същевременно части от 14-и македонски полк, изпратени от Чилингиров да обходят от юг десния фланг на противника, се справят успешно със задачата, превземайки Виница. При вестта за падането на Кочани, левият османски фланг (при Пресека) отстъпва в безредие.

## Резултати
С победата си в боя за Кочани Седма рилска дивизия подсигурява фланга на сръбските войски в битката при Куманово, която има решаващо значение за поражението на османците на Вардарския оперативен театър. Непосредствено след боя разбитата 16-а низамска дивизия се оттегля към Велес, преследвана от съюзниците. На 13 октомври населението на Щип отхвърля османската власт и след два дни градът е зает от редовни български войски. Българите задържат заетите територии до началото на Междусъюзническата война, когато са изтласкани до днешните държавни граници.